# 549 př. n. l.

## Události
- Médský král Astyagés (Ištumegu) poražen perským králem Kýrem II. – pád médské říše (vročení nejisté, alternativní rok: 550 př. n. l.)

## Hlava státu
- Perská říše: Kýros II.

- Egypt: Ahmose II. (26. dynastie)

- Novobabylonská říše: Nabonid

- Athény: Peisistratos

- Řím: Servius Tullius